# Урсоаја (Горж)
Урсоаја (рум. Ursoaia) насеље је у Румунији у округу Горж у општини Негомир. Oпштина се налази на надморској висини од 232 m.

## Становништво
Према подацима из 2002. године у насељу је живело 810 становника, од којих су сви румунске националности.